# Kanat de Maku
El Kanat de Maku fou un estat que va existir al nord del modern Azerbaidjan persa del 1747 al 1923. El 1747 a la mort de Nàdir-Xah Afxar, el governant local de Maku era un cap de la tribu bayat. Segons la tradició Ahmad Sultan Bayat era al Khorasan servint amb Nadir quan aquest fou assassinat. Ahmad va agafar una de les seves dones i el tresor que va poder reunir i va tornar a Maku. Hauria governat fins a la seva mort vers el 1778 i el van succeir els seus fills Hasan Khan i Husayn Khan que fins al 1822 va governar junts i després Husayn sol fins vers el 1835. Durant el govern dels zand a Pèrsia (1750-1794) es creu que el poder efectiu a la zona fou exercit pels kans Dumbuli de Khoy. Husayn hauria hagut de reconèixer la dinastia qajar el 1829. Vers 1835 Ali (1775-1866) va succeir al seu pare Husayn i apareix esmentat per diversos viatgers. Era feudatari del xa de Pèrsia però gelós dels seus drets. El juny de 1847 se li va encarregar la custòdia del Bab. Ali Khan va quedar fascinat per aquell home i va millorar progressivament les seves condicions d'encarcerament. En la guerra de 1853-1856 entre Turquia i Rússia, va aprofitar la seva neutralitat en un territori entre els dos bel·ligerants, per fer negocis. Va morir el 1866 i el va succeir el fill d'Ali, Timur Pasha, nascut vers 1820 i mort vers 1895 que com el seu pare va aprofitar la neutralitat en la guerra russoturca (1877-1878). El 1881 la seva intervenció al front dels cavallers de Maku a la regió de Salmas, va accelerar la liquidació de la invasió de Shaykh Ubayd Allah i va adquirir l'aurèola de salvador de l'Azerbaidjan sent anomenat pel poble Maku Padshahi. El va succeir el seu fill Muratda Kuli Khan Ikbal al-Saltana (1863-1923) que va governar vers 1895 a 1923. El 1914 en iniciar-se la guerra, els russos el van enviar aviat a una estada forçada a Tblisi; el kanat fou teatre de combats entre turcs i russos i aquestos hi van construir un ferrocarril des de Shahtakhti a l'Araxes fins a Doğubayazıt, en què l'estació de Maku era la parada principal. El 1917 Murtada va poder tornar i va conservar el càrrec fins que va pujar al tron Reza Shah. Acusat d'intrigar fou arrestat (17 d'octubre de 1923) i enviat a Tabriz on no va tardar a morir (abans de 1929). Un oficial persa fou nomenat governador.

## Llista de kans
- Ahmad Sultan Bayat o Kangarli (1747 - 1778)
- Hasan Khan Bayat o Kangarli) (1778 - 1822)
- Husayn Khan Bayat o Kangarli (1778 - 1835)
- Ali Khan Kangarli (1835 - 1866)
- Timur Pasha (1866 - 1895)
- Murtada Kuli Khan 1895-1923)